# Trickster
Trickster, även tricksare (alternativt stavat trixster/trixare), av engelska: trick, 'lura', är, i folklig dikt och påtagligt ofta i fabler, en gestalt som begår trick (tricksar/trixar), vilket betyder att personen med list lurar andra och får dem att göra bort sig. Som huvudperson i en berättelse fungerar trickstern som en sorts antihjälte. Beskrivningen mer detaljerat återger en entitet med högt intellekt och/eller hemlig kunskap som påvisar detta genom att spela spratt och idka olydnad av konventionellt beteende. Syftet är att undervisa en ignorant omgivning.
I de flesta kulturers mytologier och sagotraditioner finns trickstrar/tricksare; i västerlandet är det räven (och ofta björnen som drabbas), i Nordamerika prärievargen och i Västafrika spindeln. I nordisk mytologi hade Loke en liknande funktion.

## Liknande begrepp och etymologi
Nationalencyklopedins engelsk-svenska ordbok menar att trickster närmast motsvarar de svenska orden 'bluffmakare' eller 'lurendrejare'.
Ordet trickster kommer från engelskans trick, som funnits i svenska språket sedan åtminstone 1901. Trickster (föregången av den svenska avledningen tricksare, trixare) har använts på svenska sedan 1972. Engelskans trick kommer från en sidoform av (forn)franskans triche (bedrägeri) och ursprungligen från latinets tricae ('trassel', 'krångel', 'förtretligheter').
Inom mytologin benämns en trickster som en arketypisk karaktär och uppenbarar sig i berättelser från flera kultuter. Lewis-Hyde beskriver trickstern som en "gränsöverskridare". Trickstern utmanar och bryter ofta både fysiska och samhälleliga gränser. Ofta tar sig respektlösheten för regler formen av praktiska spratt eller tjuveri. Tricksters kan vara beräknande eller dåraktiga eller både och. Trickstern häcklar och ifrågasätter auktoritet. Vanligtvis är det en manlig karaktär med en förkärlek för att bryta regler, skryta, och spela spratt för både människor och gudar.

## Synonymer och liknande
- Skojare
- Bluffmakare
- Lurendrejare
- Bedragare

## Källhänvisningar
1. 1 2 3  Swahn, Jan-Öyvind: "trickster". NE.se. Läst 9 december 2014.
2. ↑  NE.se. Läst 9 december 2014.
3. 1 2  Svenska Akademiens ordbok: Trick
4. ↑  Svenska Akademiens ordbok: Trickster
5. ↑  ”Trickster Makes This World”. archive.nytimes.com. https://archive.nytimes.com/www.nytimes.com/books/first/h/hyde-trickster.html. Läst 22 december 2018.